# Anke Wischnewski
Anke Wischnewski (Annaberg-Buchholz, RDA, 5 de enero de 1978) es una deportista alemana que compitió en luge en la modalidad individual.
Ganó dos medallas en el Campeonato Mundial de Luge, plata en 2007 y bronce en 2005, y una medalla de bronce en el Campeonato Europeo de Luge de 2013.
Participó en dos Juegos Olímpicos de Invierno, ocupando el quinto lugar en Vancouver 2010 y el sexto en Sochi 2014, en la prueba individual.

## Palmarés internacional
| Campeonato Mundial | Campeonato Mundial         | Campeonato Mundial | Campeonato Mundial |
| Año                | Lugar                      | Medalla            | Prueba             |
| ------------------ | -------------------------- | ------------------ | ------------------ |
| 2005               | Park City (Estados Unidos) | Medalla de bronce  | Individual         |
| 2007               | Igls (Austria)             | Medalla de plata   | Individual         |
| Campeonato Europeo |                            |                    |                    |
| Año                | Lugar                      | Medalla            | Prueba             |
| 2013               | Oberhof (Alemania)         | Medalla de bronce  | Individual         |